# Шипченска битка
Шипченската битка, наричана също Шипченска епопея, е поредица от ожесточени сражения при Шипченския проход в Шипченска планина (част от Средна Стара планина) по време на Руско-турската война (1877-1878).
Тези сражения са:
- Шипченската битка (юли 1877) – състояла се на 4-7 (16–19) юли 1877 г.
- Шипченската битка (август 1877) – състояла се на 9-14 (21–26) август 1877 година. Считана е за най-тежката битка на Българското опълчение през Освободителната война на 9, 10 и 11 август 1877 г.
- Шипченската битка (септември 1877) – състояла се на 5 (17) септември 1877 година.
- Шипченска битка - състояла се на 30 октомври (11 ноември) 1877 година.
- Зимно стоене на Шипка до 28 декември 1877 г.